# Awajichō (métro de Tokyo)
Awajichō (淡路町駅, Awajichō-eki) est une station du métro de Tokyo sur la ligne Marunouchi dans l'arrondissement de Chiyoda à Tokyo. Elle est exploitée par le Tokyo Metro.

## Situation sur le réseau
La station Awajichō est située au point kilométrique (PK) 17,0 de la ligne Marunouchi.

## Histoire
La station a été inaugurée le 20 mars 1956 sur la ligne Marunouchi.

## Services aux voyageurs

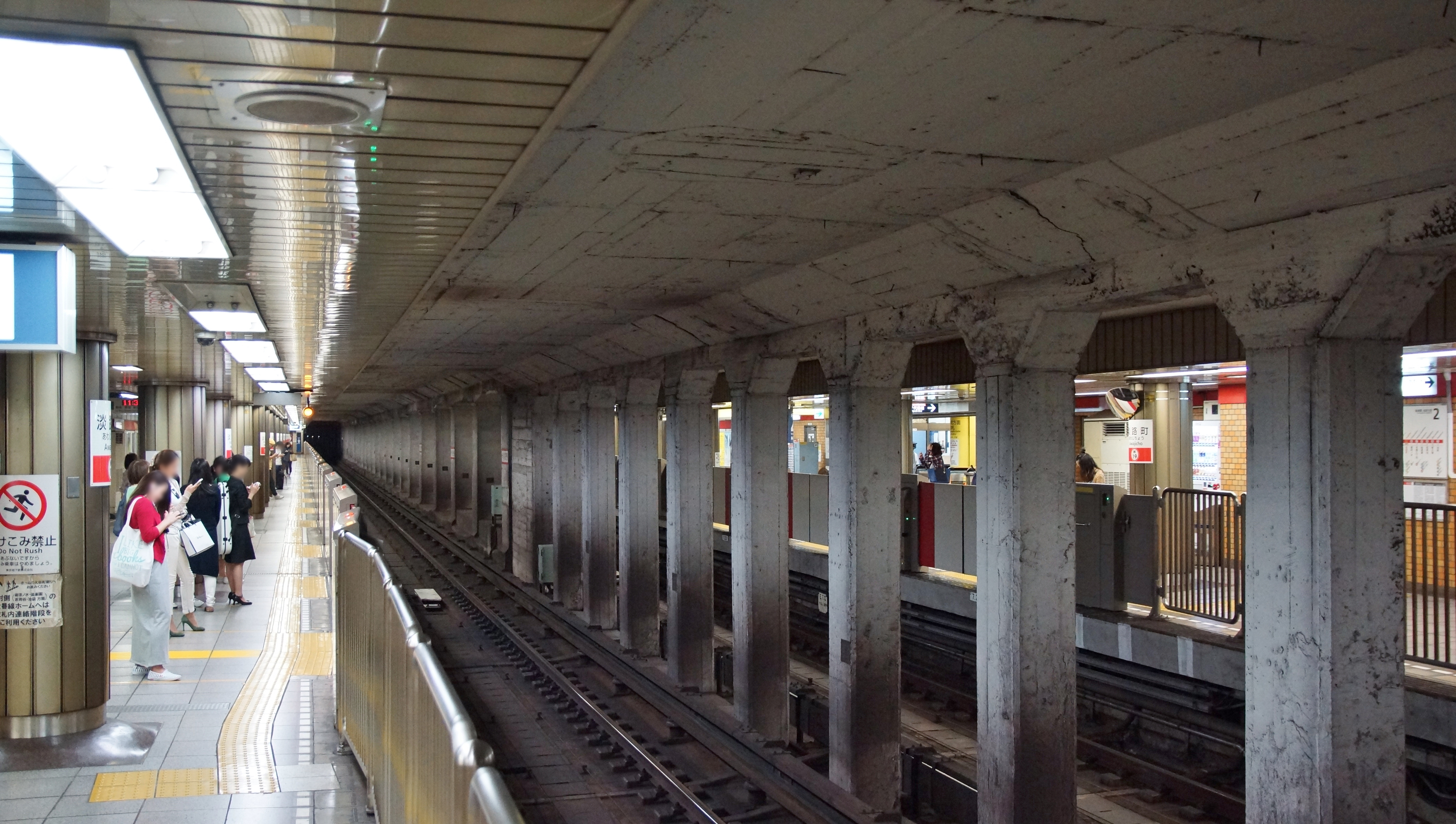
Quais de la ligne Marunouchi

### Accès et accueil
La station est ouverte tous les jours.
En moyenne en 2015, 56 500 voyageurs ont fréquenté quotidiennement la station.

### Desserte
Ligne Marunouchi :
- voie 1 : direction Ogikubo
- voie 2 : direction Ikebukuro

### Intermodalité
Awajichō est à proximité immédiate des stations Shin-Ochanomizu (ligne Chiyoda) et Ogawamachi (ligne Shinjuku)